# 飛鷹幫
飛鷹幫，台灣著名的黑社會組織，性質屬於外省掛幫派，成立於1965年5月間，1960至1970年代時期，成員主要在台北市西門町活動區域，現今多活動在台北市萬華區、中山區等地。創幫初期認同洪門振興中華民族和忠義精神，用開香堂彎腰結拜，立誓約之儀式，來傳承歷代入幫門生，主要核心成員擁有數百人的規模。
飛鷹幫是由學生所組織而成的學生幫派起家，演變至今具組織性的黑社會團體，飛鷹幫以老鷹為幫徽，早期部份老成員會在身體刺上老鷹圖徽，代表飛鷹幫。
1990年代飛鷹幫在迅速擴張之時，遭受政府「迅雷專案」大掃黑逐漸衰弱，但在前幫主「蔣哥」蔣佩廉領導下重振勢力。

## 略史

### 創立背景
1965年5月16日，時年十六歲籍貫山東的學生韓起翔，集結同樣在西門町常遭其它學生幫派欺壓的八名學生，為了自保於是在台北市中華路一段「理教總公所」（現為西本願寺）商議籌組幫派，因眾人崇尚成為空軍飛官，而以老鷹為名取為「飛鷹幫」，並因遭到舉報而曝光。隨後在成都路「野人谷餐廳」正式成立飛鷹幫，第一代幫主由「青龍」韓起祥領軍。
飛鷹幫仿效古老幫會洪門組織，並將堂口設立為旗主制，初期有「紅」、「黃」、「藍」、「白」、「黑」五旗，並且由「五旗成員各其職司，紅旗專門負責對外打鬥擴張地盤、黃旗負責搶奪盜竊收集資金、藍旗負責組織廣納人員、白旗為機動隊伍、黑旗在西門町及中央市場一帶進以恐嚇勒索為主，其成員發展至1968年間已達百人規模，並橫行於西門町一帶，成員常以「野人谷餐廳」、「白光冰菓室」、「香港西餐廳」等餐廳為聯絡及聚集地點。
飛鷹幫相安發展頗長一段時間，發展至1980年代至1990年代間，可能再新設「紫」、「雷」、「電」、「鐵」、「血」、「豹」等十旗的分支團體，走入社會化幫派後多半經營賭場、地下錢莊、暴力討債、調解糾紛獲利等為幫派主要收入，全盛時期成員高達上千人。

### 重振聲勢
1981年5月8日，幫內大哥劉台生受四海幫大老「大寶」陳永和的邀請，做為中間人出面協調知名武打巨星王羽與四海幫幫主「偉民」劉偉民的恩怨糾紛，在雙方於台北地方法院開庭審議之時，劉台生與竹聯幫成員「么么」黃少岑、陳智等人爆發衝突，於法警室外遭到竹聯幫份子砍殺多刀而震驚社會。
1989年間，幫內大哥王漢良與陳中民等人綁架知名作家「光泰」勒贖後，讓飛鷹幫聲名大噪，使得台灣政府執行俗稱「二清專案」的「迅雷專案」全國大掃黑時，將飛鷹幫列為重點對象。其後王漢良與陳中民被判處無期徒刑入獄關押，部份成員也走避港、澳等地躲避掃黑。
飛鷹幫歷經「一清專案」與「迅雷專案」等兩次全國掃黑波及影響甚鉅，雖然在1990年間組織重整成立「龍」、「木」、「紫」、「紅」、「金」五旗，幫眾卻僅有百來人。隨後在第二代幫主「蔣哥」蔣佩廉積極發展組織勢力，全心投入、散盡家產，將飛鷹幫經營得有聲有色。飛鷹幫在「蔣哥」領導下，開始投資電子產業，並在光華商場一帶販售盜版光碟，壟斷當地光碟市場逐步富饒，並且企業化跨足經營建築、傳播、殯葬等行業。飛鷹幫並與各大幫派共存，成為將飛鷹幫推上檯面的重要推手。
1997年，飛鷹幫配合政府政策辦理自首解散，時任幫主的「陸可」陸可嘉，率領飛鷹幫決策委員及部分幫眾，向台北市警局自首解散。表面解散的飛鷹幫，實際上是為躲避政府掃黑，私底下依舊持續活動。目前活動主要在中山區松江路與萬華區西門町一帶。檯面上依舊由幫主「陸可」陸可嘉及「國傑」安國傑等人統領。

### 近期發展
2003年5月7日，原金旗旗主陳中民在臺北縣板橋市自宅遭鎗殺，震驚社會。警方極力監控並壓制飛鷹幫勢力復仇，也使得幫內一些要角行事更趨低調。
2004年，陳中民大將「阿吉」陳重吉接收其人脈資源，成立「火旗」，短短數年勢力伸展到徵信業、無線電計程車及殯葬業。
2006年，新任代理幫主「彬哥」李懷彬上任，倚重「阿吉」整合各旗主成立「飛鷹促進會」使幫內更團結。
2015年4月，有飛鷹幫內外交部長之稱的前幫主「蔣哥」蔣佩廉病逝於台北醫學大學附設醫院，5月11日於台北市第二殯儀館舉辦告別式，台灣竹聯幫、四海幫、天道盟、牛埔幫以及香港、澳門、日本等幫派，齊聚為足以代表飛鷹幫傳奇的前幫主送行。飛鷹幫在蔣哥過世後成立了「銅旗」，開幫第一大旗「紅旗」也重整發展。
2016年3月舉辦春酒，當天佈達新任幫主，由「彬董」李懷彬正式交接給「裕哥」陳長裕，同時宣布三位新任副幫主，分別協助幫主處理北中南部幫務，以及聯繫各幫派等事宜。
2019年5月，中華民國警政署刑事警察局進行全國同步大掃黑，逮捕飛鷹幫要角田文裕與竹聯幫雷堂福苗八聯會成員，涉嫌暴力恐嚇取財等犯罪事項，更會威脅被害人賄選影響台灣選舉情勢，警方赫然發現遭逮捕的飛鷹幫田文裕也是中華統一促進黨芳伯黨部的成員，儼然飛鷹幫也已結合統促黨介入政治活動，
。

## 歷任幫主
- 精神領袖：「蔣哥」蔣佩廉
- 第一任：「青龍」韓起祥
- 第二任：「蔣哥」蔣金頌
- 第三任：「陸可」陸可嘉
- 第四任：「彬哥」李懷彬
- 第五任：「裕哥」陳長裕
- 第六任：「吉董」陳重吉

### 組織結構
新任三位副董事長：
【北區副董事長】：「雄哥」張詠貴
【中區副董事長】：「裕哥」田文裕
【南區副董事長】：「徐哥」徐敬強
現況更新，各旗旗主為：
【火旗】：文彬 【金旗】：一郎 【木旗】：泰龍
【紅旗】：仙偉 【紫旗】：志偉 【黑旗】：建中
【龍旗】：阿東 【獅旗】：趙文 【豹旗】：阿財
【東旗】：阿興 【北旗】：阿宏 【戰旗】：阿山
【銅旗】：二筒 【苗旗】：阿雄
【南鷹會】：穆哥（水、土旗合併）

## 參閲
- 臺灣黑幫